# Waballat
Lucius Iulius Aurelius Septimius Vaballathus Athenodorus – samozwańczy władca na rzymskim Wschodzie od 267 do 272 roku, syn władców Palmyry – Zenobii i Septimiusa Odenathusa.

## Życiorys
Urodził się w roku 259 n.e. w starożytnym mieście Palmyra, w rzymskiej prowincji Syrii jako dziecko władcy Palmyry, Odenathusa i Zenobii, jego drugiej żony. W 267 r. jego ojciec został zamordowany. Po jego śmierci Waballat został wybrany na króla Palmyry. Ze względu na młody wiek (miał wtedy 8 lat) jego matka Zenobia objęła regencję i stała się faktyczną władczynią Cesarstwa Palmyry. W 270 r. za sprawą Zenobii, Waballat przyjął tytuły corrector totius Orientis oraz imperator. W latach 270-271 Palmyra podbiła Egipt oraz znaczne terytoria w Azji Mniejszej, odrywając te ziemie od Cesarstwa Rzymskiego. W 272 r. Waballat przyjął tytuł Augusta, a jego matka tytuł Augusty. Cesarz rzymski Aurelian nie mógł pozwolić na utratę wschodnich prowincji oraz na uzurpację tytułu cesarskiego przez Waballata i jego matkę. W 272 roku poprowadził kampanię wojskową przeciwko Palmyrze. Pokonał Zenobię i Waballata oraz zdobył stolicę Palmyry. Wraz z matką Waballat został wzięty w niewolę i sprowadzony do Rzymu, gdzie razem wzięli udział w triumfie Aureliana jako jeńcy. 